# Страдечский сельсовет
Стра́дечский сельсове́т (бел. Страдзецкi сельсавет) — бывшая (до 2013 года) административная единица в составе Брестского района Брестской области Беларуси. Административный центр — деревня Страдечь. До декабря 2007 года назывался Гершо́нский сельсове́т.

## География
Сельсовет расположен южнее города Бреста, населённые пункты находятся вдоль течения Западного Буга и белорусско-польской границы. По обжитой территории сельсовета проходят важные автомобильные и железнодорожные магистрали. В ненаселённой части территории сельсовета расположены месторождения полезных ископаемых, промысловые озёра и др.

## История
Гершонский сельсовет был образован в 1939 году. В 1954 году к нему был присоединён Пугачёвский сельский Совет.
В соответствии с решением Исполнительного комитета Брестского областного Совета народных депутатов от 21 февраля 1994 г. № 61 на территории Гершонского сельсовета установлена пограничная зона.
В 1996 году с благословения патриарха Алексия Второго на территории сельсовета был открыт мужской монастырь. Монастырь был открыт в деревне Аркадия на месте гибели писателя-публициста XVII века и Брестского игумена, святого православной церкви — преподобномученика Афанасия Брестского (ныне — территория города Бреста).
Администрация сельсовета прежде была расположена в деревне Гершоны. В Гершонский сельсовет входили 8 населённых пунктов: Аркадия, Бернады, Гершоны, Заказанка, Котельня-Боярская, Митьки, Прилуки и Страдечь.
21 декабря 2007 года решением Брестского облсовета из состава сельсовета были исключены вошедшие в городскую черту Бреста деревни Аркадия, Бернады, Гершоны, Котельня-Боярская, Митьки, сельсовет был переименован в Страдечский, административным центром стала деревня Страдечь.
Упразднён 17 сентября 2013 года, населённые пункты вошли в состав Знаменского сельсовета.

## Состав

— Населённые пункты Страдечского сельсовета

На территории сельсовета расположены 3 населённых пункта:
- Заказанка — деревня
- Прилуки — деревня
- Страдечь — деревня

Упразднённые населённые пункты:
- Митьки — деревня